# Mahassen Fattouh
Mahassen Ha Fattouh (ur. 27 sierpnia 1989) – libańsko-amerykańska sztangistka, olimpijka z Tokio 2020.

## Życie prywatne
Urodziła i wychowała się w Stanach Zjednoczonych. Jej ojciec jest Libańczykiem, który wyemigrował z kraju z powodu wojny domowej. W 2014 postanowiła reprezentować ojczyznę ojca.
Obecnie mieszka w Yemassee w Stanach Zjednoczonych. Jej mąż Ryan Paiva również jest sztangistą.

## Udział w zawodach międzynarodowych
| Impreza                                   | Rok  | Miejsce   | Kategoria | Wynik  | Wynik   |
| Impreza                                   | Rok  | Miejsce   | Kategoria | Punkty | Miejsce |
| ----------------------------------------- | ---- | --------- | --------- | ------ | ------- |
| Igrzyska olimpijskie                      | 2020 | Tokio     | do 76 kg  | 217    | 9.      |
| Mistrzostwa świata w podnoszeniu ciężarów | 2014 | Ałmaty    | do 63 kg  | 191    | 28.     |
| Mistrzostwa świata w podnoszeniu ciężarów | 2015 | Houston   | do 63 kg  | 202    | 21.     |
| Mistrzostwa świata w podnoszeniu ciężarów | 2017 | Anaheim   | do 63 kg  | 204    | 10.     |
| Mistrzostwa świata w podnoszeniu ciężarów | 2018 | Aszchabad | do 64 kg  | 203    | 24.     |
| Mistrzostwa świata w podnoszeniu ciężarów | 2019 | Pattaya   | do 64 kg  | 209    | 17.     |
| Mistrzostwa Azji w podnoszeniu ciężarów   | 2019 | Ningbo    | do 64 kg  | 209    | 9.      |
| Mistrzostwa Azji w podnoszeniu ciężarów   | 2020 | Taszkent  | do 76 kg  | 205    | 7.      |